# Spina
Pour les articles homonymes, voir Spina (homonymie).
Cet article possède un paronyme, voir Spina bifida.
Spina est un site archéologique du littoral adriatique situé sur le territoire de la commune italienne d'Ostellato dans la province de Ferrare.

## Origines de la cité
Selon Verrius Flaccus, Spina était une des douze cités de la dodécapole étrusque fondée par Tarchon de Tarquinia[Qui ?] dans la plaine padane[réf. nécessaire]. D'autres auteurs antiques indiquent que Spina était un comptoir maritime grec[réf. nécessaire]. Ces deux hypothèses sont compatibles.

## Connaissance archéologique et habitat humain du site
Les datations archéologiques les plus hautes des artéfacts retirés font remonter l'urbanisation du lieu au VIe siècle av. J.-C. avec un apogée au IIIe siècle av. J.-C., comme en témoigne l’abondance de céramiques et dépôts funéraires de cette période révélée par les fouilles des nécropoles de la cité. L'inventaire archéologique du site fait apparaître Spina comme une place de commerce maritime gréco-étrusque de première importance. Son port relié à la mer Adriatique par un canal dérivé du Pô voyait débarquer des marchandises et voyageurs provenant de l'Europe septentrionale, des côtes africaines et de Grèce avec laquelle Spina semble avoir entretenu des liens très étroits.
L'inventaire des artéfacts funéraires datés du IIIe siècle av. J.-C. atteste d'une occupation celtique du site contemporaine de la présence des Lingons dans le delta du Pô. Au début du Ier siècle Spina fut submergée et devint une cité engloutie légendaire…

## Historique des fouilles archéologiques
En 1922, des travaux d'assainissement permettent de dégager les premières nécropoles (Valle Trebba), le dégagement des vestiges de l'antique cité de Spina devant attendre les interventions archéologiques de la seconde moitié du XXe siècle. De nombreux objets de grande valeur issus des fouilles de Spina sont exposés au musée archéologique national de Ferrare.